# Viškovo
Viškovo je općina u Hrvatskoj. Nalazi se u Primorsko-goranskoj županiji.

## Zemljopis
Područje općine Viškovo smješteno je sjeverozapadno od Rijeke na površini od svega dvadesetak kvadratnih kilometara. Blizina Rijeke, Opatije, graničnog prijelaza sa Slovenijom, ljepote prirode i pogodnosti življenja u malom mjestu obilježja su koja ovaj kraj čine sve privlačnijim. 
Općina Viškovo osnovana je 15. travnja 1993. godine. Jedna je od jedinica lokalne samouprave Primorsko-goranske županije, koje su iz bivše Općine Rijeka osnovane dvije godine nakon proglašenja samostalne Republike Hrvatske. Prilikom osnivanja Općine područje ima 6 918 stanovnika, 2002. godine taj broj je porastao na preko 9 200 stanovnika, a po rezultatima posljednjeg popisa 2021. godine općina ima 16 015 stanovnika.
Viškovo je danas upotpunjeno svim sadržajima neophodnim suvremenom načinu življenja i poslovanja. U središtu mjesta nalaze se: crkva, škola, dječji vrtić, pošta, zdravstvena stanica, ljekarna, knjižnica, banke, poslovnica FINA-e, kreditno-štedna i osiguravajuća društva, benzinska crpka te niz obrtničko-uslužnih djelatnosti.
Nekoliko je većih naselja. Naselje Marinići, četvrto je po površini, s najvećim brojem stanovnika, slijede: Viškovo, Marčelji, Saršoni, Mladenići, Sroki i Kosi.

## Stanovništvo
| Godina popisa | ukupno |
| ------------- | ------ |
| 2021.         | 16 015 |
| 2011.         | 14.495 |
| 2001.         | 8907   |
| 1991.         | 6918   |
| 1981.         | 4814   |
| 1971.         | 2629   |
| 1961.         | 2310   |
| 1953.         | 2134   |
| 1948.         | 2159   |
| Izvor         |        |

Prema podatcima popisa 2001. godine, u općini Viškovu živjelo je 8907 stanovnika, a u naselju Viškovu 1732 stanovnika. Prema rezultatima popisa 2011. u općini Viškovo živjelo je 14.445 stanovnika, a u samom naselju 3068 stanovnika.
| broj stanovnika | 2263  | 2212  | 2333  | 2644  | 3000  | 3303  | 3082  | 2994  | 2159  | 2134  | 2310  | 2629  | 4814  | 6918  | 8907  | 14445 | 16084 |
|                 | 1857. | 1869. | 1880. | 1890. | 1900. | 1910. | 1921. | 1931. | 1948. | 1953. | 1961. | 1971. | 1981. | 1991. | 2001. | 2011. | 2021. |

| broj stanovnika | 345   | 318   | 492   | 553   | 591   | 640   | 901   | 865   | 462   | 452   | 517   | 618   | 1076  | 1419  | 1732  | 3068  | 3602  |
|                 | 1857. | 1869. | 1880. | 1890. | 1900. | 1910. | 1921. | 1931. | 1948. | 1953. | 1961. | 1971. | 1981. | 1991. | 2001. | 2011. | 2021. |

## Povijest
Od srednjeg vijeka pa do polovice 20. st. cijelo je područje pripadalo području Kastavštine, na čakavski Kastavšćina ili Kastafšćina. Administrativno sjedište bio je gradić Kastav.

## Gospodarstvo
U Viškovu se kroz Program poticanja razvoja gospodarstva privuklo veći broj tvrtki na otvaranje poslovnih prostora i pogona, te je stoga Općina Viškovo među prvim općinama s najvišim proračunskim prihodom u Primorsko-goranskoj županiji.
U 2011. godini na području Općine Viškovo djelovalo je 757 poduzetnika (436 pravnih osoba i 321 fizička osoba) što je preko 3% od ukupnog ima poduzetnika u Primorsko-goranskoj županiji. Gotovo sva poduzeća spadaju u skupinu malih poduzetnika.

## Poznate osobe
- Ivan Matetić Ronjgov, hrvatski skladatelj
- Ivana Marčelja, pjevačica
- Vitomir Širola Pajo, narodni heroj
- Marijan Blažić, znanstvenik, publicist, svećenik
- Ivan Baštijan, slikar i svećenik
- Matko Baštijan, pisac i svećenik
- Vladimir Miholjević, biciklist
- Damir Halilić Hal, gitarist
- Ivan Ivo Jardas, učitelj, etnograf i publicist
- Vladimir Jugo, pedagog i novinar
- Ivica Ivušić, nogometaš[11]

## Spomenici i znamenitosti
- Halubajski zvončari
- Crkva sv. Mateja
- Spomen dom “Ivan Matetić Ronjgov”
- Spomenik sudionicima NOB-a
- Kuća halubaskega zvončara (muzej)

## Obrazovanje
- Osnovna škola Sveti Matej

## Kultura
- Mješoviti pjevački zbor KUD "Halubjan"

U zaseoku Ronjgima djeluje katedra Čakavskog sabora - Ustanova "Ivan Matetić Ronjgov".
- Sportski park Ronjgi
- Spomen dom
- utrka "Ronjgi XC 2008"
- Kuća halubajskega zvončara (muzej)

## Sport
- boćarski klubovi Marčelji[12] i Marinići[13]
- NK Halubjan Viškovo
- RK Halub
- OK Sv. Matej
- Gimnastički klub Viškovo